# 羽根くんシリーズ
『羽根くんシリーズ 』（はねくんしりーず）は、白泉社発行の少女漫画雑誌「花とゆめ」に1979年から1986年まで連載されていた野妻まゆみ（現・野妻まゆ美）の少女漫画。単行本全6巻。1990年に双葉社から文庫版全3巻が刊行されている。

## あらすじ
羽根くんは、よく女の子と間違われるほどの美少年。そんな彼の周りの友人は奇人変人ばかりでいつもとんでもない騒動になる。

## 登場人物
羽根　章（はね　あきら）
主人公。その外見に似合わず言葉遣いは乱暴。単純で陽気なお調子者の高校3年生。彼女を欲しがっているがなぜか男ばかりに言い寄られる。
曽我部　和臣（そがべ　かずおみ）
クラスメイト。親友だが周囲からは恋人とよく誤解される。
白石　いく
クラスメイトの学級委員長。那智と一緒になって羽根くんをからかっている。文学少女。
ジェリー・志村
同い年の美男子の日系アメリカ人。来日した時に羽根くんに惚れ、その後同じ学校に転校してくる。
那智　聖樹（なち　せいじゅ）
学校の後輩。新聞部所属。美少年だが性格は悪く、羽根くんをからかっては楽しんでいる。
本シリーズのスピンオフ作品『ピエタ』の主人公。
広川
数学を担当する熱血教師。羽根くんに惚れる。
羽根　雅子
双子の妹。曽我部の恋人。女子高に通っている。
小原　めぐみ
雅子の女子高の生徒。初めは雅子を追いかけていたが後に広川に変更する。能天気で非常識。
ラバーン・志村
ジェリー・志村の妹。後に羽根くんのガールフレンドになる。
カーク・志村
ジェリー・志村の父。変人。